# Pollein
Pollein település Olaszországban, Valle d’Aosta régióban. Lakosainak száma 1485 fő (2023. január 1.). Pollein Brissogne, Quart, Aosta, Charvensod és Saint-Christophe községekkel határos.

## Népesség
A település lakossága az elmúlt években az alábbi módon változott:
| Lakosok száma | 1544 | 1527 | 1485 |
|               | 2017 | 2018 | 2023 |